# Quỳ Đông thập tam gia
Quỳ Đông thập tam gia (chữ Hán: 夔東十三家) còn gọi là Xuyên Đông thập tam gia (川東十三家) hay Quỳ Đông tứ gia (夔東四家) là những cánh nghĩa quân kháng Thanh, hoạt động ở các tỉnh Tứ Xuyên, Hồ Bắc, Thiểm Tây, Hà Nam, từng hội họp ở phía đông Quỳ Châu (nay là Phụng Tiết, Trùng Khánh).

## Bối cảnh
Năm Thuận Trị thứ 2 (1645), Đại Thuận đế Lý Tự Thành bị hại ở núi Cửu Cung, huyện Thông Thành, Hồ Bắc, dư đảng nghĩa quân chạy về các huyện Hưng Sơn, Quy Châu, Ba Đông, Đại Ninh ở giao giới Tứ Xuyên, Hồ Bắc, liên kết với chính quyền Nam Minh tiếp tục kháng Thanh.
Năm Thuận Trị thứ 4 (1647), Lý Xích Tâm (tức Lý Quá), Cao Tất Chánh (tức Cao Nhất Công) phụng mệnh của chính quyền Nam Minh đánh Kinh Châu hơn tháng, vì quân Thanh tăng viện, không chống nổi, nên chuyển sang đánh Hoành Khảm thuộc Đại Xương, rồi đánh Nhị Đặng Nham thuộc Vu Sơn, giết tri huyện của nhà Thanh, tháng 5 vượt Trường Giang, tiến vào Thi Châu Vệ (Ân Thi), cùng quân đội của Thổ ti địa phương giao chiến ở phía nam thành, dời quân đi Dung Mỹ Tư (Hạc Phong). Năm thứ 5 (1648), dời đến Thi Nam Tư (Lợi Xuyên).
Cùng năm, đại thần nhà Nam Minh là Đổ Dận Tích đến khu vực biên giới Tứ Xuyên – Hồ Bắc, chủ động liên hiệp với quân nông dân chống Thanh, cùng Lý Xích Tâm, Cao Tất Chánh thương thảo vấn đề tấn công quân Thanh ở Hồ Bắc. Các lộ quân đội hăng hái chiến đấu, thu phục các nơi Toàn Châu, Hành Châu của Hồ Nam. Nhưng nội bộ triều đình Nam Minh không đoàn kết, các phe phái phân tranh, tranh quyền đoạt lợi. Tháng giêng năm Thuận Trị thứ 6 (1649), Tương Đàm thất thủ, Hồ Quảng tổng đốc Hà Đằng Giao bị bắt rồi tự sát, Lý Xích Tâm bị bức chuyển đi Quảng Tây, không lâu sau bệnh mất. Cao Tất Chính kế thừa quân đội của Lý Xích Tâm, cùng nhóm Đảng Thủ Tố, Lý Lai Hanh vào năm Thuận Trị thứ 8 (1651), từ Quý Châu chạy sang Tứ Xuyên trở về khu vực biên giới Tứ Xuyên – Hồ Bắc. Cùng năm, Cao Tất Chính bị tướng lĩnh quân nông dân Đại Tây là Tôn Khả Vọng giết hại.

## Quá trình hoạt động
Mùa đông năm Thuận Trị thứ 7 (1650), Trung Trinh doanh (danh hiệu mà nhà Nam Minh dành cho quân đội của Lý Xích Tâm, Cao Tất Chính) được Lý Lai Hanh và Đảng Thủ Tố soái lãnh, từ Quảng Tây chuyển đến đông bộ Quý Châu, hội họp với tàn dư quân Đại Thuận đã ở đây từ trước là bọn Lưu Thể Thuần, Hác Vĩnh Trung (Hác Diêu Kỳ), Viên Tông Đệ, "Tháp thiên bảo", Mã Đằng Vân, liên kết với bọn tướng lãnh Nam Minh là Vương Quang Hưng, Hạ Trân, Dương Khải Minh cùng bọn thủ lĩnh vũ trang đại phương là Đàm Văn, Đàm Nghệ, Đàm Hoành. Cả thảy 13 cánh quân, đồng lòng ủng hộ chính quyền Vĩnh Lịch kháng Thanh, dân gian quen gọi là "Quỳ Đông thập tam gia".
Lực lượng nghĩa quân lúc mạnh nhất lên đến hơn 20 vạn, lấy Mao Lộc Sơn thuộc huyện Hưng Sơn làm trung tâm, phạm vi hoạt động trùm qua 4 dãy núi Đại Ba Sơn, Vũ Đương Sơn, Vu Sơn, Kinh Sơn, hơn 20 huyện. Bọn Lưu Thể Thuần, Viên Tông Đệ đóng ở khu vực Ba Đông cùng Quỳ Châu, gọi là Tây tuyến. Bọn Hác Vĩnh Trung đóng ở khu vực huyện Phòng làm trung tâm, gọi là Bắc tuyến. Bọn Lý Lai Hanh đóng ở khu vực Mao Lộc Sơn thuộc Hưng Sơn, gọi là Đông tuyến.
Vì vùng này dân cư thưa thớt, đất đai khô cằn, quân đội của Thập tam gia vỗ về trăm họ, khôi phục làm ăn sanh hoạt, tổ chức khai khẩn đồn điền, phát triển buôn bán, giải quyết vấn đề vật chất thiếu thốn. Tuy họ tiếp nhận phong tước của chính quyền Vĩnh Lịch, nhưng về mặt chiến lược, chủ lực của nhà Nam Minh lúc này là tàn dư của quân nông dân Đại Tây, nên không thể tránh khỏi có sự tranh chấp về mặt phái hệ, dẫn đến khiếm khuyết về mặt chỉ huy. Dù vậy, Quỳ Đông thập tam gia đã thành công trong việc ngăn trở con đường giao thông bằng đường thủy dựa vào Trường Giang, khiến quân Thanh từ phía bắc Lục Lộ đi qua Thiểm Tây hoặc từ phía nam đi qua Quảng Tây tiến đánh vùng Tây nam, hạn chế đáng kể binh lực nam hạ của nhà Thanh.

## Kết cục
Tháng giêng năm Thuận Trị thứ 16 (1659), Vĩnh Lịch đế chạy đến Vĩnh Xương, tể tướng nhà Nam Minh là Văn An Chi soái liên quân theo đường thủy tập kích Trùng Khánh, Đàm Văn bị Đàm Nghệ giết chết. Mọi người đều bất bình, Đàm Nghệ sợ, bèn cùng Đàm Hoành hàng Thanh.
Năm Khang Hi đầu tiên (1662), quân đội Nam Minh với chủ lực là quân nông dân Đại Tây thất bại. Tháng 9 cùng năm, nhà Thanh tập trung binh lực, 3 lộ vây đánh Quỳ Đông thập tam gia. Đông nam lộ có 3 vạn quân do Hồ Quảng đề đốc Đổng Học Lễ thống lãnh, Tây bắc lộ có 3 vạn quân do Thiểm Tây đề đốc Vương Nhất Chánh thống lãnh, Tây lộ do Tứ Xuyên tổng đốc Lý Quốc Anh thống lãnh.
Ngày 3 tháng 1 năm thứ 2 (1663), Lý Quốc Anh soái quân vượt Đại Ninh Hà (nay là phía đông Vu Khê, Tứ Xuyên), Viên Tông Đệ bị bức rời bỏ Đại Xương, rút vào Trà Viên Bình trong núi sâu. Giữ Đại Ninh (nay là Vu Khê) là Hạ Đạo Ninh đưa nghĩa quân ra hàng. Quân Thanh thừa cơ tấn công Trà Viên Bình, nghĩa quân thương vong hơn 2000 người, Viên Tông Đệ đưa tàn quân chuyển đến tây bộ Hồ Bắc cùng Hác Vĩnh Trung hội họp. Trong lúc này, Đổng Học Lễ đánh chiếm thông đạo của Trường Giang là Hương Khê Khẩu (nay là phía tây Tỷ Quy, Hồ Bắc). Thượng tuần tháng giêng, Vương Nhất Chính soái quân tấn công Hác Vĩnh Trung, chiếm lãnh Trúc Sơn, Trúc Khê. Tháng 2, Hác Vĩnh Trung thua liền 2 trận ở Xích Thổ Pha, Đặng Xuyên Dục thuộc huyện Phòng, vào tháng 6 phải chạy vào Ngô Gia Viên Tử thuộc khu vực biên giới Tứ Xuyên – Hồ Bắc cùng Lưu Thể Thuần hội họp.
Lưu Thể Thuần, Hác Vĩnh Trung liên hiệp với Lý Lai Hanh phản kích quân Thanh. Ngày 23 tháng 7, Lý, Lưu, Hác tập kích đánh bại Đổng Học Lễ ở huyện Hưng Sơn, Học Lễ đưa tàn quân chạy về Di Lăng (nay là Nghi Xương, Hồ Bắc). Lý, Lưu, Hác thừa thắng đi thuyền lên phía tây, tấn công Lý Quốc Anh. Ngày 25 tháng 8, bọn Lý Lai Hanh soái quân làm thang mây, đào địa đạo, tấn công thành Vu Sơn, mấy ngày chưa hạ được. Sáng sớm ngày 7 tháng 9, Lý Quốc Anh ra thành phản kích, nghĩa quân đại bại, thương vong hơn 7000 người, hôm sau phải rút lui.
Mùa thu năm ấy, nhà Thanh lại phái thêm Bát Kỳ Mãn Châu tham chiến, mệnh cho Tây An tướng quân Phó Khách Thiện đưa quân trú phòng từ Thiểm vào Xuyên; lấy Mục Lý Mã làm Tĩnh tây tướng quân, Đồ Hải làm Định tây tướng quân thống lãnh 1 vạn tinh binh ở Kinh sư đi Hồ Quảng. Hạ tuần tháng 12, Lưu Thể Thuần tại Trần Gia Pha thuộc huyện Ba Đông liên tiếp thất bại, treo cổ tự sát. Tiếp đó, Hác Vĩnh Trung, Viên Tông Đệ trong lúc tác chiến tại Hoàng Thảo Bình bị bắt giết.
Mùa đông, Vương Quang Hưng, Mã Đằng Vân, Đảng Thủ Tố, "Tháp thiên bảo" nối nhau hàng Thanh. Lý Lai Hanh bị 20 vạn quân Thanh vây chặt ở Mao Lộc Sơn, giằng co mấy tháng, lương thảo cạn dần, vào mùa hạ năm thứ 3 (1664) hai lần đột vây không thành công. Đầu tháng 8, Lý Lai Hanh không chịu hàng, họp cả nhà lại tự thiêu, phần lớn bộ hạ bị giết.

## Đánh giá
Nghĩa quân Quỳ Đông thập tam gia kế tục truyền thống lưu động tác chiến của quân nông dân cuối đời Minh, kiên trì chống chọi trong 14 năm. Nhưng lực lượng thua sút, lại thêm khiếm khuyết sự chỉ huy thống nhất, nên bị quân Thanh lần lượt đánh bại.